# Lepisiota submetallica
Lepisiota submetallica är en myrart som först beskrevs av Arnold 1920.  Lepisiota submetallica ingår i släktet Lepisiota och familjen myror.

## Underarter
Arten delas in i följande underarter:
- L. s. aspera
- L. s. submetallica